# Истеривач ђавола 3: Легија
Истеривач ђавола 3: Легија (енгл. The Exorcist III) амерички је хорор филм из 1990. режисера и сценаристе Вилијама Питера Блатија са Џорџом Си Скотом, Едом Фландријским, Џејсоном Милером Скотом Вилсоном и Бредом Дурифом у главним улогама. Филм представља наставак филма Истеривач ђавола 2: Јеретик, али је радњом више повезан с првим филмом, Истеривач ђавола
Многи ликови из првог филма су се вратили у овом филму, укључујући поручника Вилијама Киндермена, који сада има главну улогу, оца Џозефа Дајера, као и оца Демијена Караса, за кога се испоставља да је преживео пад кроз проз, са краја првог филма и сада је поседнут духом серијског убице. С друге стране, ниједан од ликова из 2. дела се не појављује у овом, па чак ни Реган Мекнил, која је била централни лик у прва два филма, а ни отац Ланкестер Мерин, који се појављује у свим осталим филмовима франшизе.
Филм је рађен по новели „Легија” Вилијама Питера Блатија, који је овог пута био и у улози режисера. Поред тога што је остварио већу зараду, филм је добио далеко боље критике од свог претходника, добивши оцену 6,3/10 на IMDb-у и 55% на Rotten Tomatoes, те је тиме вратио франшизу на пут успеха, што је проузроковало снимање још 2 филма и ТВ-серије. Филм је награђен Наградом Сатурн за најбољи сценарио, а номинован је у још 3 категорије. Споредне улоге имају између осталих имају и Семјуел Џексон и Лари Кинг
14 година касније снимљен је 4. део филмског серијала, под насловом Истеривач ђавола: Почетак, који представља преднаставак првог филма. Дана 25. октобра 2016. објављена је режисерова верзија филма, за коју се дуго причало да је изгубљена.
Близанац убица из филма инспирисан је убицом из стварног живота, и то Зодијаком, који је убиства починио крајем 60-их година прошлог века, а случај се још увек води као отворен. Он је за Хронику Сан Франциска послао писмо у коме је рекао да је Истеривач ђавола најбоља сатирична комедија коју је икада видео.

## Радња
Тачно 15 година након наводне смрти оца Демијена Караса током егзорцизма Реган Мекнил, Џорџтаун су задесила нова застрашујућа, мистериозна убиства. Док поручник Бил Киндермен безуспешно покушава да расветли убиства, број жртава се повећава. Једина веза између жртава је то што им име или презиме почиње на слово К. Киндермен убрзо повезује те догађаје са убиствима које је пре 15 године починио Близанац убица, а постане још сигурнији када види да код свих жртава на десној руци недостаје средњи прст, а на левој је уцртан хороскопски знак близанца.
Наредна жртва био је Билов најбољи пријатељ, отац Дајер (који се такође појавио у 1. филму). Убица му је прво извадио сву крв, а потом одсека главу, тако да нигде није било трагова крви, и на њено место ставио главу скулптуре из ходника болнице. Оно што је Киндермена убедило да се ради о убици Близанцу је што је на зиду крвљу било исписано Диван живот, филм који је гледао пре 2 дана с оцем Дајером, међутим убица је написао It's a Wonderfull Life са 2 л на крају речи, а то је било карактеристично за убицу Близанца.
Киндермену у истрази помаже др Темпл, који му саопштава да је пре 15 година примљен пацијент на самрти, да није имао никаква документа, да је успео да преживи, али ниједну реч није проговорио све до пре 2 недеље, када су почела убиства. Киндермен одлази да разговара с пацијентом и одмех му постаје јасно да се ради о оцу Демијену Карасу, који је преживео пад с прозора, али је и даље поседнут. Представља му се као убица Близанац, који је склопио договор с Пазузуом (демоном који је поседнуо Реган) да он поседне оца Караса и потом настави са својим крвавим пиром, али да му први на мети буду пријатељи оца Караса и породице Мекнил, тако да освета буде потпуна.
Када ситуација постане наизглед безазлена, појављује се мистериозни отац Морнинг да изврши егзорцизам и спасе Демијенову душу. У том тренутку Близанац покушава да преко поседнуте медицинске сестре убије Киндерменову ћерку, али га отац Морнинг прекине. Одједном, Демијеново тело поново запоседне демон Пазузу, који је веома бесан што га је Морнинг прекинуо и обраћа му се речима: „Прекинуо си ме! Али уђи оче Морнинг! Закорачи у ноћ, јер овог пута ћеш изгубити!” Отац Морнинг не успева да изврши егзорцизам до краја и демон га смртоносно повреди, огуливши му кожу. Тада стиже Киндермен, који после краћег обрачуна и помоћи оца Морнинга успева да упуца Демијена, након чега његово тело напуштају Демони. Пре смрти, Демијан стигне само да каже, „Биле, победили смо!”
Филм се завршава сценом у којој Киндермен стоји поред гроба оца Караса.

## Улоге
| Глумац            | Улога                            |
| ----------------- | -------------------------------- |
| Џорџ Си Скот      | поручник Вилијам „Бил” Киндермен |
| Ед Фландријски    | отац Џозеф Дајер                 |
| Џејсон Милер      | отац Демијан Карас               |
| Скот Вилсон       | др Темпл                         |
| Бред Дуриф        | Џејмс Венамун „Близанац убица”   |
| Гранд Буш         | официр Аткинс                    |
| Никол Вилијамсон  | отац Пол Морнинг                 |
| Ненси Фиш         | мед. сестра Џули Алертон         |
| Трејси Торн       | мед. сестра Ејми Кетинг          |
| Барбара Баксли    | ташта Ширли                      |
| Хари Кери         | отац Канаван                     |
| Семјуел Л. Џексон | слеп човек                       |
| Џорџ Дићенцо      | Стедман                          |
| Тајра Ферел       | мед. сестра Блејн                |
| Зора Ламперт      | Мери Киндермен                   |
| Шери Вилс         | Џули Киндермен                   |
| Дон Гордон        | Рајан                            |
| Мери Џексон       | гђа Клелија                      |
| Луиз Форакер      | мед. сестра Мерин                |
| Кен Ларнер        | др Фридмен                       |
| Вивека Линдфорс   | мед. сестра X                    |
| Ли Ричардсон      | председник универзитета          |
| Џејмс Бергес      | Томас Кинтри                     |
| Фабио Ланцони     | анђео                            |
| Патрик Евинг      | анђео смрти                      |
| Лари Кинг         | Лари Кинг                        |
| Клифорд Дејвид    | др Бруно                         |
| Луиз Форакер      | мед. сестра Мерин                |
| Кен Ларнер        | др Фридмен                       |
| Вивека Линдфорс   | мед. сестра X                    |
| Ли Ричардсон      | председник универзитета          |